# Verein zur Förderung der Nachhaltigkeit im Wohnungsbau
Der Verein zur Förderung der Nachhaltigkeit im Wohnungsbau – NaWoh e. V. (Sitz: Berlin) wurde im Januar 2012 von Verbänden der Immobilienwirtschaft, wohnungswirtschaftlichen Akademien und dem Mieterbund gegründet, um dem Qualitätssiegel „Nachhaltiger Wohnungsbau“ einen organisatorischen Rahmen zu geben. Mit der Vereinsgründung erhalten interessierte Bauherren die Möglichkeit, für ihre Neubauten das Qualitätssiegel über eine Konformitätsprüfung zu erhalten.
Mit diesem System können seit 2012 neu zu errichtende Mehrfamilienhäuser beschrieben und bewertet werden. Innerhalb der verschiedenen auf dem Markt befindlichen Nachhaltigkeitsbewertungssysteme spezialisiert sich dieses System insbesondere auf die Handlungsmöglichkeiten von Wohnungsunternehmen als Bestandshalter.
Im Zentrum der Vereinsarbeit stehen die Sicherstellung des Zertifizierungsprozesses und die Vergabe eines Gütesiegels Nachhaltiges Bauen sowie die Weiterentwicklung des Zertifizierungssystems.
Ein weiteres Ziel ist es, den Gedanken der Nachhaltigkeit weiter voranzubringen. Das Zertifikat ist dabei auch Mittel zum Zweck.

## Wurzeln und Leitbild
In der Immobilienwirtschaft ist die Nachhaltigkeit im Gebäudebereich seit langem ein Thema. Für Bestandshalter in der Immobilienwirtschaft ist dieses Prinzip, wenn man so will, sogar überlebenswichtig, sichert es doch die Basis des unternehmerischen Erfolgs. Insofern ist das Grundverständnis von Nachhaltigkeit in der Wohnungswirtschaft fest verankert. Dennoch ist es nicht zwangsläufig die Folge, dass dieses Grundprinzip sichtbar in die Öffentlichkeit transportiert wird.
Mit Hilfe des Qualitätssiegels wird gelebte Nachhaltigkeit transparent und messbar gemacht. Dabei ist es sehr wichtig, einen Gleichklang zwischen den drei Aspekten der Nachhaltigkeit umzusetzen. Es darf nicht passieren, dass sich ein Aspekt zu Lasten der anderen in den Vordergrund drängt – auch nicht die Ökologie. Denn nachhaltig ökologisch zu handeln, erfordert eine ökonomische Basis, auf deren Grundlage sich auch das soziale Engagement finanzieren lässt.
Somit ist das NaWoh-Siegel kein reines Green-Label, sondern steht für ein ausgewogenes Verhältnis der Säulen der Nachhaltigkeit. Wichtige Eckpfeiler sind dabei ressourcenschonender und energieeffizienter Neubau sowie eine hohe Bau- und Wohnqualität im Rahmen wirtschaftlicher Rentabilität.

## Organisation

### Arbeit und Ziele
Der „Verein zur Förderung der Nachhaltigkeit im Wohnungsbau e. V.“ hat das Ziel, den Gedanken der Nachhaltigkeit im Wohnungsbau zu verankern und die Qualität von Bauwerken sowie die Transparenz beim Bauen mit Ausrichtung auf die Nachhaltigkeit zu fördern. Das Grundverständnis von Nachhaltigkeit im Wohnungsbau soll auf vielfache Weise vermittelt werden. Neben Veröffentlichungen von wissenschaftlichen Erkenntnissen und Praxiserfahrungen soll die Weiterbildung sowie der Meinungs- und Erfahrungsaustausch auf diesem Gebiet gefördert und unterstützt werden. Zugleich soll das System zur Zertifizierung von Gebäuden weiterentwickelt und in eine breite Praxis getragen werden.

## Zertifizierungssystem
Das Qualitätssiegel Nachhaltiger Wohnungsbau untergliedert Kriterien in:
- Wohnqualität
- Ökologische Qualität
- Ökonomische Qualität
- Technische Qualität
- Prozessqualität

und bettet diese einerseits in die Umweltbedingungen und Standortfaktoren und andererseits in die Marktsituation und Unternehmensstrategie ein. Neu ist nicht nur eine umfangreiche Betrachtung der Wohnqualität. Die technische Qualität bildet auch eine planerische und bauliche Reaktion auf Standort und Umfeld mit ab. Ganz besonders wichtig ist, dass die ökonomische Qualität auch aus der Sicht der Bauherren betrachtet wird.
Das System kann unabhängig vom Qualitätssiegel auch als Leitfaden, Planungshilfe und zur Unterstützung der Qualitätssicherung eingesetzt werden. Darum sind die Bewertungskriterien zur einfachen Anwendung auf der Seite des Vereins „NaWoh“ öffentlich und kostenfrei zugänglich.
Um Zwischenstände prüfen und bestätigen zu lassen, wurde ein Planungszertifikat als Nachweisoption in den normalen Zertifizierungsprozess integriert. Das Planungszertifikat verliert mit Baufertigstellung seine Gültigkeit und wird im Erfolgsfall durch das NaWoh-Siegel ersetzt. Sollten sich jedoch Ausführungen zum Planungsstand ändern, sind diese erneut zu bewerten und zu prüfen. Alle Nachweise, die erst nach Baufertigstellung erbracht werden können, sind natürlich zur Prüfung des endgültigen NaWoh-Siegels vorzulegen.